# Independència judicial

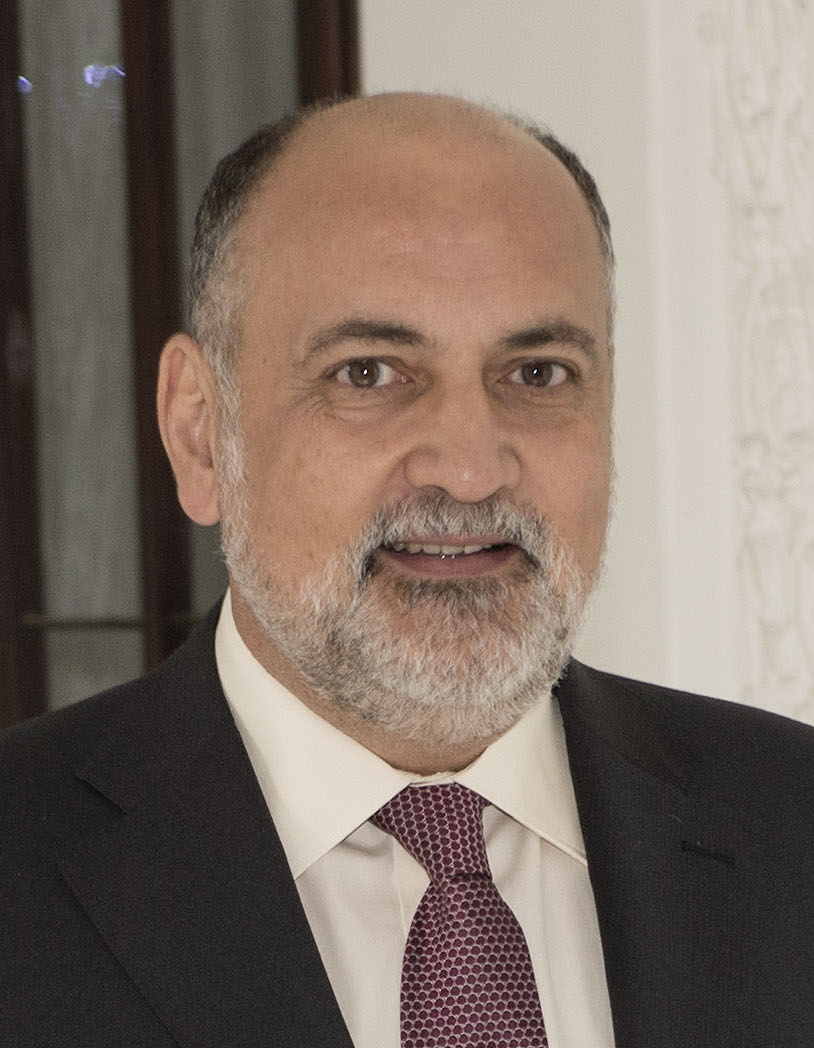
Francisco Pérez de los Cobos, germà del tinent-coronel Diego, va haver de deixar el seu càrrec de president del Tribunal Constitucional d'Espanya per ser militant del partit polític PP, en procés judicial per corrupció, i considerar-se que era incompatible amb la independència dels poders judicial i polític de l'Estat

La independència judicial és el concepte que el poder judicial s'ha de mantenir separat dels altres poders de l'estat. És a dir, els tribunals no han d'estar subjectes a la influència indeguda dels altres poders de l'estat, o d'interessos particulars o partidistes. La independència judicial és vital i important per a la idea de la separació de poders.
Els diferents estats fan efectiva la idea de la independència judicial a través de diferents mitjans de selecció judicial, o l'elecció dels jutges. Una manera de promoure la independència judicial és mitjançant l'atorgament del càrrec de jutge de per vida o durant un llarg termini, que idealment els allibera per poder decidir els casos i fer les resolucions judicials d'acord amb l'estat de dret i la discreció judicial, fins i tot si aquestes decisions són políticament impopulars o amb l'oposició d'interessos poderosos. Aquest concepte es remunta al segle xvii a Anglaterra.
Segons l'últim estudi, del 26 de setembre de 2017, del Fòrum Econòmic Mundial, els països amb major independència judicial al món són Finlàndia, Nova Zelanda i Noruega. Espanya, amb un índex de 4'2, se situa a la posició 58 dels 137 països analitzats, per sota de la Xina, Aràbia Saudí, Kenya, Ruanda i Botswana. Quant a la percepció social, una enquesta duta a terme per la Comissió Europea en abril de 2017 reflectia que el 58% dels espanyols considerava que la independència judicial de l'Estat era dolenta o molt dolenta, sent el quart pitjor percentatge a Europa, només per sobre de Bulgària, Croàcia i Eslovènia.

## Estàndards internacionals
L' Associació Internacional per la Independència Judicial i la Pau Mundial va elaborar els Estàndards Internacionals de Mt Scopus d'Independència Judicial entre 2007 i 2012. Elaborats per la mateixa associació que va elaborar els Estàndards Mínims de Nova Delhi sobre Independència judicial, adoptats en 1982, i la seva Declaració Universal de Mont-real sobre la Independència de la Justícia del 1983.
Altres influències se citen als Principis Bàsics de l'ONU sobre Independència Judicial de 1985, els Principis de Casa Burgh d'Independència Judicial en Dret internacional, Principis d'Àsia de la Llei de Tòquio, les declaracions sobre la independència judicial del Consell d'Europa, els Principis de Bangalore sobre la Conducta Judicial de 2002 i la revisió de les seves normes d'ètica per als jutges de l'American Bar Association.